# Coenocyathus caribbeana
Coenocyathus caribbeana is een rifkoralensoort uit de familie van de Caryophylliidae. De wetenschappelijke naam van de soort is voor het eerst geldig gepubliceerd in 2000 door Cairns.